# ميلا مارينوفا
ميلا مارينوفا (بالبلغارية: Мила Маринова) هي لاعبة جمباز إيقاعي بلغارية، ولدت في 3 يونيو 1975 في صوفيا في بلغاريا.

## وصلات خارجية
- ميلا مارينوفا على موقع الاتحاد الدولي للجمباز (licence) (الإنجليزية)
- ميلا مارينوفا على موقع الاتحاد الدولي للجمباز (biography) (الإنجليزية)